# Benzinga
Benzinga是一家总部位于美国密歇根州底特律的财经新闻网站，由杰森·拉兹尼克（Jason Raznick）创办，主要提供投资建议与分析以及来自TheStreet.com和WSJ.com等其他网站的聚合内容。该网站域名Benzinga.com注册于2009年5月18日。